# Dendrothele capitulata
Dendrothele capitulata är en svampart som beskrevs av Boidin & Lanq. 1996. Dendrothele capitulata ingår i släktet Dendrothele och familjen Corticiaceae.   Inga underarter finns listade i Catalogue of Life.